# Burg Krosigk
Burg Krosigk ist eine Burgruine auf etwa 176 m ü. NHN in der Ortslage von Krosigk, Gemeinde Petersberg im Saalekreis in Sachsen-Anhalt. Die Burg ist eine kleine Ministerialenburg. Es sind der Bergfried aus dem 12. Jahrhundert, Reste der Ringmauer und Reste des sehr breiten Burggrabens erhalten. Alle anderen mittelalterlichen Gebäude wurden in späteren Epochen überbaut.

## Geschichte

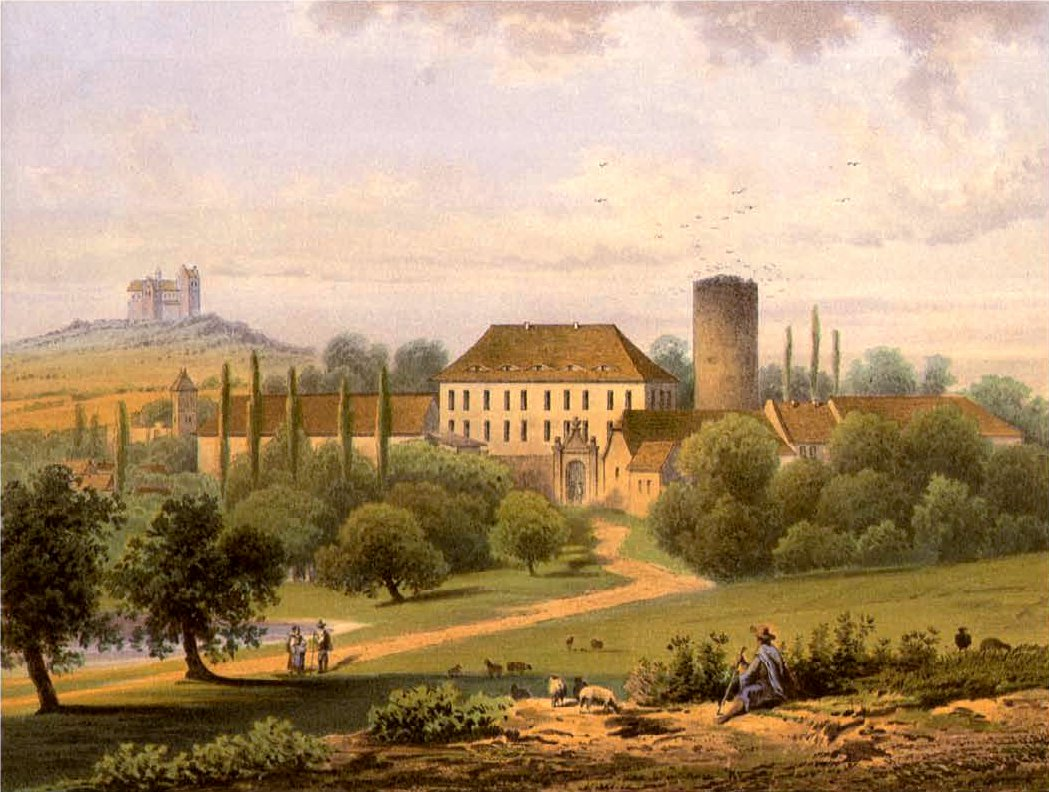
Burg Krosigk um 1860, Sammlung Alexander Duncker

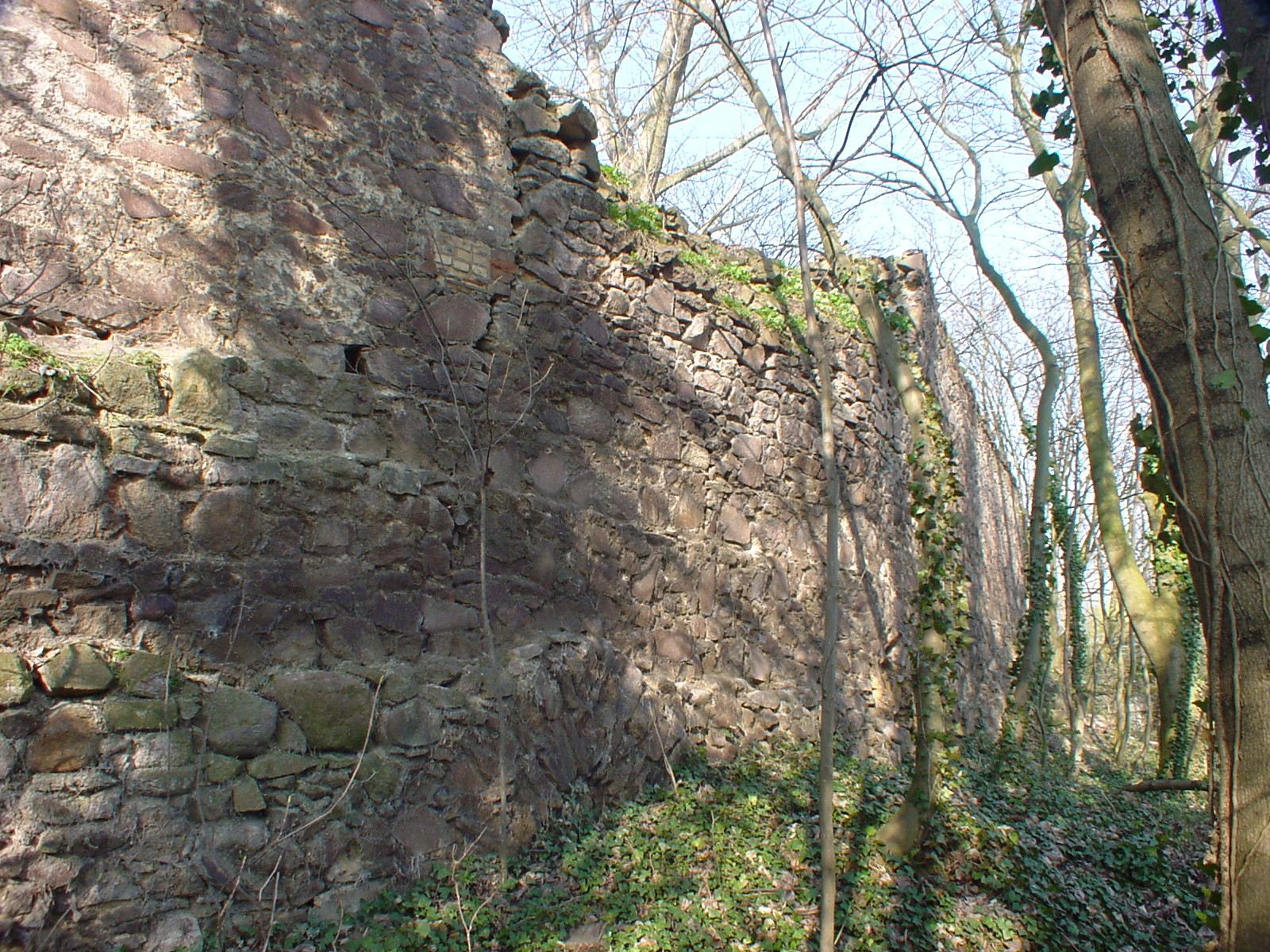
Burg Krosigk, Rest der Ringmauer

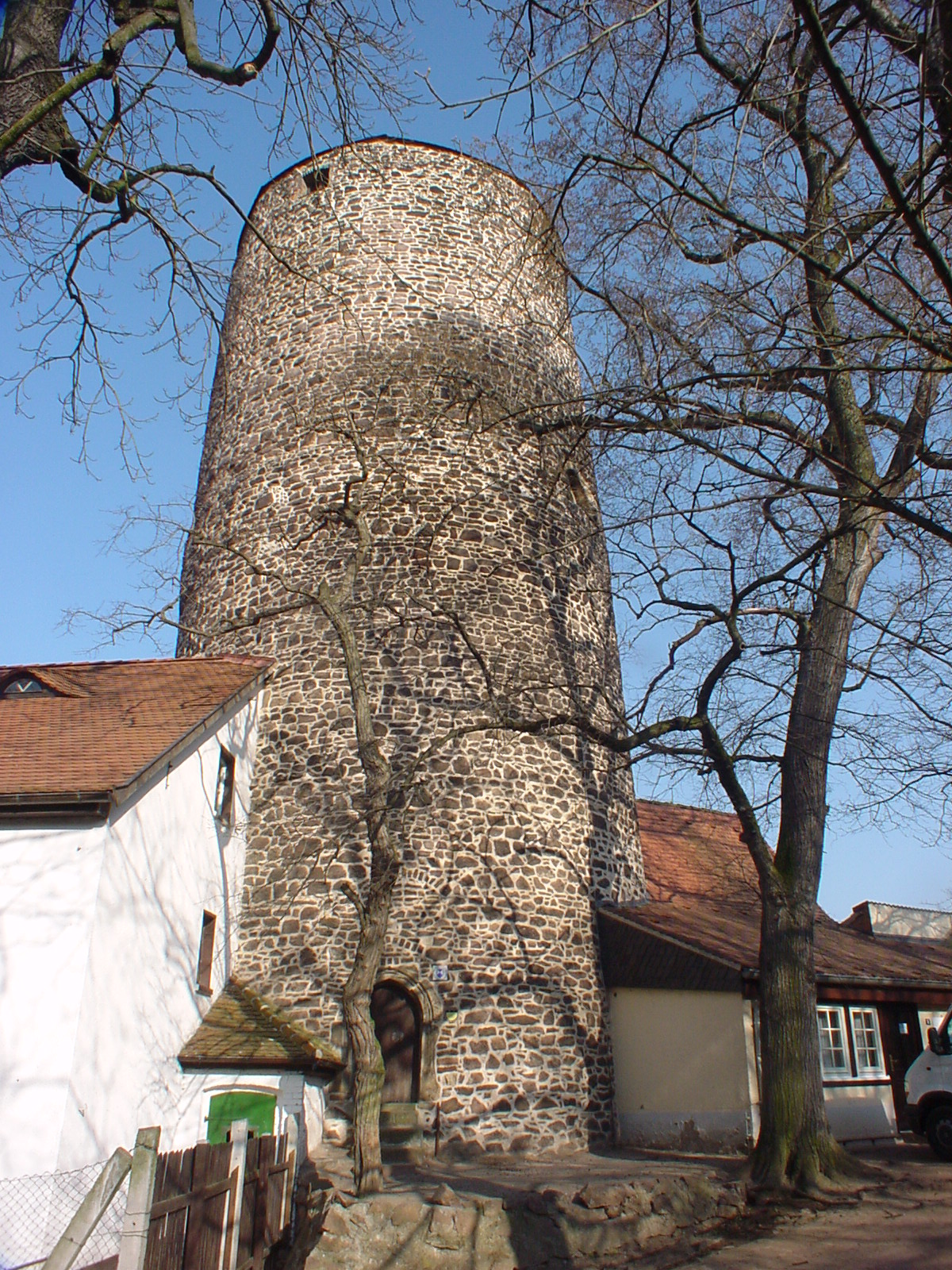
Burg Krosigk, Bergfried

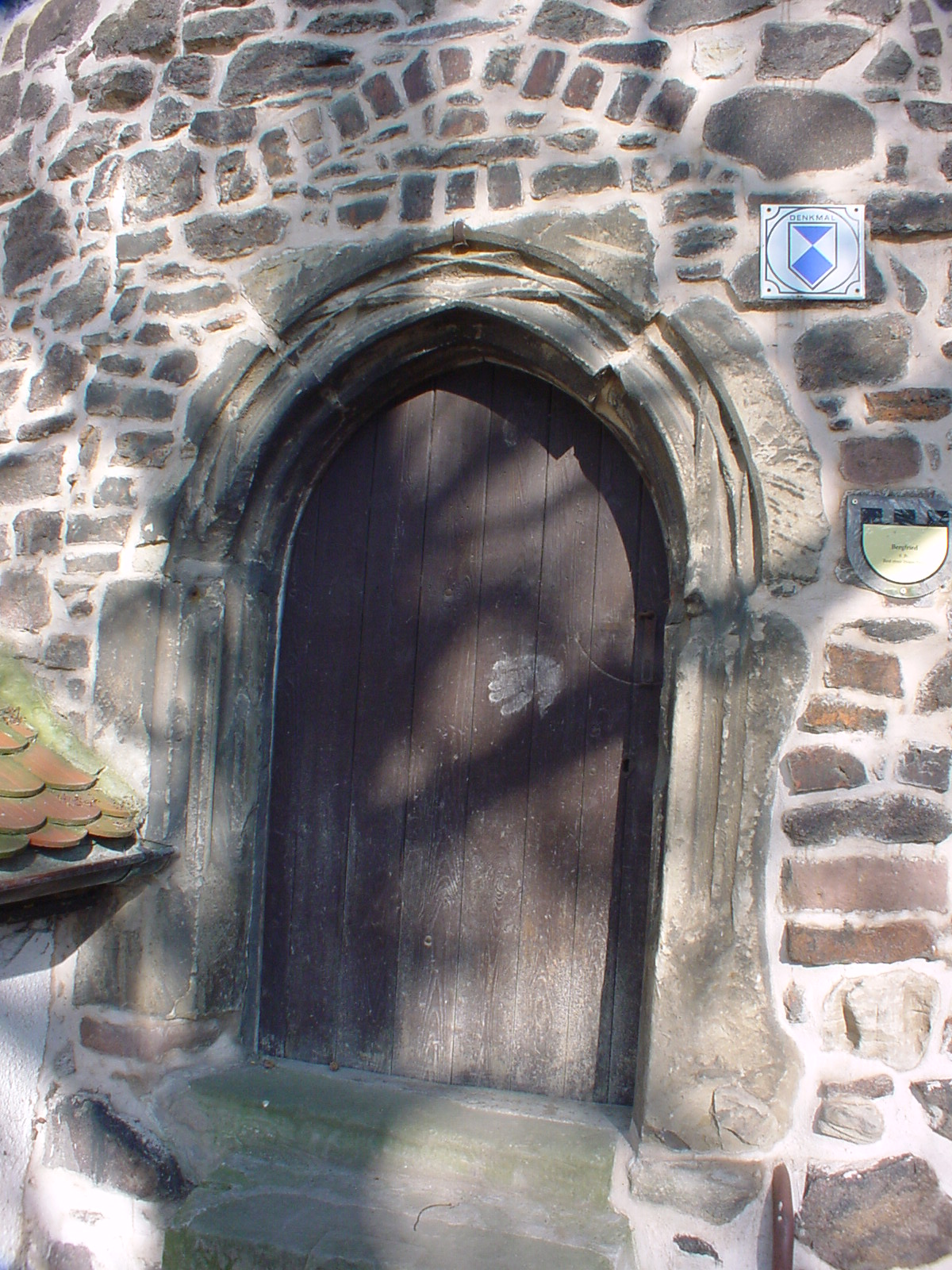
Burg Krosigk, Bergfried, spätgotische Tür

Die Entstehung der Burg wird mit dem aus fränkischem Adel stammenden Dedo von Krosigk (Teto de Crozuc) in Verbindung gebracht (siehe Krosigk (Adelsfamilie)). Dieser tritt erstmals in einer Urkunde des Naumburger Bischofs Walram 1103 als Zeuge auf. Die Bedeutung Dedos wird deutlich, wenn man eine historische Begebenheit berücksichtigt.
Wiprecht von Groitzsch der Jüngere, Führer der sächsischen Adelsopposition gegen Kaiser Heinrich V., fand 1115 auf den Besitzungen Dedos Zuflucht, als er wegen seiner oppositionellen Haltung verfolgt wurde. Daraus lässt sich schließen, dass Dedo einen nicht zu unterschätzenden Einfluss im Umfeld des kaiserlichen Hofes gehabt haben muss. Das Adelsgeschlecht war wohl verwandt mit dem Gegenkönig Hermann von Salm, zu dessen Anhängern Wiprecht gehörte.
Die massiven Teile der Burg dürften in der Zeit um die erste Erwähnung Dedos gebaut worden sein. Hinweise auf ältere Befestigungsanlagen sind bisher nicht gefunden worden.
Auch im 13. Jahrhundert hatte die Familie von Krosigk großen Einfluss auf die Reichspolitik. Konrad von Krosigk wurde 1201 zum Bischof von Halberstadt gewählt. Er war führend am Vierten Kreuzzug beteiligt und hatte großen Einfluss auf die Entscheidung der Kreuzritter, Konstantinopel zu erobern, wo es zum Kampf von Christen gegen Christen kam.
1207 verkaufte der Bruder Konrads, Friedrich von Krosigk, einige Güter in Krosigk für 25 Mark an den Erzbischof von Magdeburg Albrecht.
Im weiteren Verlauf des 13. Jahrhunderts sank die Bedeutung des Adelsgeschlechtes. 1260 werden sie als Lehnsträger des Grafen Dietrich von Brehna genannt. Um 1280 muss das Geschlecht ausgestorben sein. Die Grafen setzten daraufhin Ministeriale aus der eigenen Gefolgschaft in der Herrschaft ein. Die Herren von Garsena, eine Burgmannenfamilie, nahmen bereits wenige Jahre später den Namen ihres neuen Sitzes als Familiennamen an und begründeten den niederadligen Zweig der Familie von Krosigk. Dieser saß bis ins 15. Jahrhundert auf der Burg. (Die Familiengeschichte derer von Krosigk und der mit ihnen stammesgleichen Herren aus dem Winckel geht demgegenüber von einer Kontinuität des Edelfreiengeschlechts aus.).
Nach dem Aussterben der Grafen von Brehna wurde 1290 der askanische Herzog von Sachsen Lehnsherr. Er bestimmte die Burg 1308 zum Heiratsgut seiner Schwester. Deren Ehemann, Friedrich von Meißen, verpfändete sie an Heinrich von Köckeritz. Die Herrschaft gelangte nach vielen weiteren Verpfändungen schließlich im 14. Jahrhundert an das Erzstift Magdeburg.
Seit 1421 trat die Familie von Trotha als Käufer einzelner Güter in der Herrschaft Krosigk auf. Von 1423 bis 1439 und von 1444 bis 1451 hatte die Familie aus dem Winckel die Burg als Lehen inne. 1451 schließlich wurden der erzbischöfliche Obermarschall Thilo von Trotha und sein Bruder Hermann vom Erzbischof von Magdeburg Günther mit der Burg belehnt. Auf ihr soll auch der spätere kurpfälzische Marschall und Herr auf Burg Berwartstein in der Südpfalz Hans von Trotha oder wie man im pfälzischen Volksmund sagt, Hans Trapp um das Jahr 1450  geboren worden sein. Bis 1813 war die Familie Eigentümerin der Herrschaft in Krosigk.
Am 23. Oktober 1644 wurde die Burg durch die Schweden zerstört. Wann der Wiederaufbau erfolgte, ist unbekannt. 1701 erbaute Wolf Friedrich von Trotha auf dem Gelände der Vorburg das Gutshaus und 1703 die Kapelle. 1813 musste die Familie von Trotha das verschuldete Gut verkaufen.
Im 19. und 20. Jahrhundert wurden die Gebäude durch Landwirtschaftsbetriebe genutzt.
Nach jahrelanger Nutzung durch die örtliche LPG und als Kinderhort gehört die Anlage heute der Gemeinde und ist frei zugänglich. Der Turm kann zum Dorffest und von April bis September an jedem dritten Samstag im Monat betreten werden.